# Angie’s List Grand Prix of Indianapolis 2015
Der Angie’s List Grand Prix of Indianapolis 2015 fand am 9. Mai auf dem Indianapolis Motor Speedway in Speedway bei Indianapolis, Indiana, Vereinigte Staaten statt und war das fünfte Rennen der IndyCar Series 2015.

## Berichte

### Hintergrund
Nach dem Honda Indy Grand Prix of Alabama führte Juan Pablo Montoya in der Fahrerwertung mit drei Punkten vor Hélio Castroneves und mit 13 Punkten vor Scott Dixon.
Im Starterfeld gab es zwei Fahrerwechsel und zwei zusätzliche Fahrzeuge. Sebastián Saavedra kehrte nach einem Rennen Pause zu Chip Ganassi Racing zurück und übernahm das Fahrzeug von Sage Karam. Die beiden Fahrer teilten sich das Cockpit in dieser Saison. Bei Dale Coyne Racing kam Carlos Huertas nach zwei Rennen wieder zum Einsatz und löste Rodolfo González ab. Andretti Autosport setzte für Justin Wilson ein viertes Fahrzeug ein. Wilson kehrte damit auf Teilzeitbasis in die Meisterschaft zurück, nachdem er nach sieben Jahren kein Stammcockpit mehr erhalten hatte. CFH Racing erweiterte sein Aufgebot auf drei Rennwagen. J. R. Hildebrand erhielt das dritte Auto. Er hatte zuletzt für den Vorgängerrennstall Ed Carpenter Racing am Indianapolis 500 2014 teilgenommen.
Castroneves ging bei diesem Grand Prix zum 300 Mal bei einem IndyCar-Rennen an den Start. Einen Tag nach dem Rennen wurde er 40 Jahre alt.
Mit Simon Pagenaud trat der bisher einzige ehemalige Sieger zu diesem Grand Prix an.
Zwei Tage nach dem Grand Prix, der an einem Samstag ausgetragen wurde, begannen die Trainings zum Indianapolis 500 2015 auf dem Ovalkurs des Indianapolis Motor Speedways.

### Training
Im ersten Training am Donnerstag erzielte Sébastien Bourdais die Bestzeit vor Power und Dixon. Die Chevrolet-Piloten waren den Honda-Fahrern weitestgehend überlegen. Das Verhältnis innerhalb der ersten Zehn lag bei acht zu zwei. Takuma Satō war als Sechster bester Honda-Fahrer. Im zweiten Training übernahm Dixon die Führung. Power war Zweiter, Montoya Dritter. Das Training wurde in der Anfangsphase kurz unterbrochen, nachdem Power in Kurve 7 von der Strecke abgekommen war. Erneut waren acht Chevrolet-Fahrer in den Top 10. Bester Honda-Pilot war Graham Rahal auf Platz sieben.
Im dritten Training am Freitag ging Castroneves in Führung. Bourdais wurde Zweiter vor Pagenaud. Rahal war als Achter der einzige Honda-Fahrer unter den ersten zehn.

### Qualifying
Der erste Abschnitt des Zeittrainings wurde nach dem üblichen Qualifying-System für Straßenkurse in zwei Gruppen ausgetragen. Die sechs schnellsten Piloten jeder Gruppe kamen ins zweite Segment. Die restlichen Startpositionen wurden aus dem Ergebnis des ersten Qualifyingabschnitts bestimmt, wobei den Fahrern der ersten Gruppe die ungeraden Positionen ab 13, und den Fahrern der zweiten Gruppe die geraden Positionen ab 14 zugewiesen wurden. In der ersten Gruppe fuhr Power die schnellste Runde, in der zweiten Gruppe war Dixon der schnellste Pilot. Von den zwölf Honda-Piloten schaffte nur Jack Hawksworth die Qualifikation für den zweiten Abschnitt.
Im zweiten Segment der Qualifikation qualifizierten sich die sechs schnellsten Fahrer für den finalen Abschnitt. Power erzielte die schnellste Rundenzeit. Neben ihm schafften es Pagenaud, Castroneves, Tony Kanaan, Montoya und Dixon in den dritten Teil des Qualifyings, die sogenannten Firestone Fast Six. Hawksworth wurde als Elfter bester Honda-Fahrer.
Im dritten Teil fuhr schließlich Power die schnellste Zeit und erzielte die Pole-Position vor seinen Teamkollegen Dixon und Castroneves. Power erzielte mit seiner schnellsten Runde eine neue Streckenbestzeit.

### Abschlusstraining
Im Abschlusstraining am Samstag Vormittag erzielte Stefano Coletti die schnellste Runde vor Pagenaud und Dixon. Rahal war als Sechster der einzige Honda-Pilot in den Top 10.

### Rennen
Beim Start behielt Power die Führung. Im weiteren Feld ereigneten sich mehrere Kollisionen. Der zweitplatzierte Dixon wurde von Castroneves gedreht, weshalb Dixon zum Wechsel beider Flügel an die Box fahren musste. Unabhängig davon traf Hawksworth Luca Filippi, wobei weitere Fahrer in Mitleidenschaft gezogen wurden. Josef Newgarden kollidierte mit James Hinchcliffe und fuhr an die Box. Während viele Fahrer durch das Chaos auf der Strecke Positionen verloren, profitierte Rahal sehr von den Zwischenfällen und verbesserte sich innerhalb der ersten Runde von Platz 17 auf Platz 5. Die ausgelöste Gelbphase blieb die einzige des Rennens.
Beim Restart behielt Power die Führung vor Pagenaud, Bourdais, Montoya und Rahal. Die ersten fünf Positionen blieben bis zur ersten Boxenstoppphase unverändert. In der 20. Runde begann Montoya die Boxenstopp-Phase. Power, Pagenaud und Bourdais folgten eine Runde später. Rahal blieb zwei Runden länger auf der Strecke und führte damit zwischenzeitlich. Dank des späteren Boxenstopps ging er vor Pagenaud auf dem zweiten Platz zurück auf die Strecke. Während der Stopps führten auch James Jakes und Hinchcliffe. Power lag nach den Boxenstopps wieder an der Spitze vor Rahal, Pagenaud, Bourdais und Montoya.
Bis zur nächsten Boxenstoppphase blieben die ersten fünf Positionen erneut unverändert. In der 39. Runde ging Power zu seinem zweiten Stopp. Rahal übernahm die Führung für vier Runden. Während der Stopps lagen Dixon und Hinchcliffe kurzzeitig in Führung. Anschließend führte Power erneut vor Rahal. Dahinter ging Montoya auf die dritte Position vor Bourdais und Pagenaud. Letzter fiel kurz vor der dritten und letzten Boxenstoppphase mit einem Elektronikproblem aus.
Auch den letzten Boxenstopp absolvierten die Fahrer unter grün und Power stoppte abermals vor Rahal. Charlie Kimball führte zwischendurch für eine Runde, bevor Power die Führung wieder übernahm. Die ersten vier Positionen waren nach dem Boxenstopp unverändert. Wilson fiel nach dem letzten Stopp mit einem technischen Defekt aus. Power führte von 82 Rennrunden 65 Runden das Rennen an. Nur bei Boxenstopps gab er die Führung ab.
Power erzielte somit seinen ersten Saisonsieg vor Rahal, Montoya, Bourdais und Kimball. Castroneves wurde Sechster vor Kanaan und Coletti, die sich im Rennen über längere Zeit duellierten. Satō und Dixon komplettierten die Top 10.
In der Fahrerwertung blieb Montoya in Führung. Power übernahm die zweite Position und verdrängte damit Castroneves auf den dritten Rang.

## Meldeliste
Alle Teams und Fahrer verwendeten das Chassis Dallara DW12 und Reifen von Firestone.
| Team                           | Nr. | Fahrer             | Aero-Kit/Motor |
| ------------------------------ | --- | ------------------ | -------------- |
| Verizon Team Penske            | 01  | Will Power         | Chevrolet      |
| Team Penske                    | 02  | Juan Pablo Montoya | Chevrolet      |
| Team Penske                    | 03  | Hélio Castroneves  | Chevrolet      |
| Team Penske                    | 22  | Simon Pagenaud     | Chevrolet      |
| KV Racing Technology           | 04  | Stefano Coletti    | Chevrolet      |
| Schmidt Peterson Motorsports   | 05  | James Hinchcliffe  | Honda          |
| Schmidt Peterson Motorsports   | 07  | James Jakes        | Honda          |
| CFH Racing                     | 06  | J. R. Hildebrand   | Chevrolet      |
| CFH Racing                     | 20  | Luca Filippi       | Chevrolet      |
| CFH Racing                     | 21  | Josef Newgarden    | Chevrolet      |
| Chip Ganassi Racing Teams      | 08  | Sebastian Saavedra | Chevrolet      |
| Chip Ganassi Racing Teams      | 09  | Scott Dixon        | Chevrolet      |
| Chip Ganassi Racing Teams      | 10  | Tony Kanaan        | Chevrolet      |
| Chip Ganassi Racing Teams      | 83  | Charlie Kimball    | Chevrolet      |
| KVSH Racing                    | 11  | Sébastien Bourdais | Chevrolet      |
| A. J. Foyt Enterprises         | 14  | Takuma Satō        | Honda          |
| A. J. Foyt Enterprises         | 41  | Jack Hawksworth    | Honda          |
| Rahal Letterman Lanigan Racing | 15  | Graham Rahal       | Honda          |
| Dale Coyne Racing              | 18  | Carlos Huertas     | Honda          |
| Dale Coyne Racing              | 19  | Francesco Dracone  | Honda          |
| Andretti Autosport             | 25  | Justin Wilson      | Honda          |
| Andretti Autosport             | 26  | Carlos Muñoz       | Honda          |
| Andretti Autosport             | 27  | Marco Andretti     | Honda          |
| Andretti Autosport             | 28  | Ryan Hunter-Reay   | Honda          |
| BHA with Curb Agajanian        | 98  | Gabby Chaves       | Honda          |

Quelle: 

## Klassifikationen

### Qualifying
| Pos. | Fahrer             | Team                           | Fahrzeug          | Gruppe 1  | Gruppe 2  | Top 12    | FF6       | Start |
| ---- | ------------------ | ------------------------------ | ----------------- | --------- | --------- | --------- | --------- | ----- |
| 01   | Will Power         | Verizon Team Penske            | Dallara-Chevrolet | 1:10,0394 | —         | 1:09,6443 | 1:09,4886 | 01    |
| 02   | Scott Dixon        | Chip Ganassi Racing Teams      | Dallara-Chevrolet | —         | 1:09,7798 | 1:09,9966 | 1:09,7156 | 02    |
| 03   | Hélio Castroneves  | Team Penske                    | Dallara-Chevrolet | —         | 1:09,8917 | 1:09,8773 | 1:09,7388 | 03    |
| 04   | Juan Pablo Montoya | Team Penske                    | Dallara-Chevrolet | 1:10,2695 | —         | 1:09,9151 | 1:09,8072 | 04    |
| 05   | Simon Pagenaud     | Team Penske                    | Dallara-Chevrolet | —         | 1:10,0145 | 1:09,7769 | 1:09,8715 | 05    |
| 06   | Tony Kanaan        | Chip Ganassi Racing Teams      | Dallara-Chevrolet | —         | 1:10,2264 | 1:09,9038 | 1:10,2772 | 06    |
| 07   | Sébastien Bourdais | KVSH Racing                    | Dallara-Chevrolet | 1:10,2779 | —         | 1:10,0230 | —         | 07    |
| 08   | Sebastián Saavedra | Chip Ganassi Racing Teams      | Dallara-Chevrolet | 1:10,5573 | —         | 1:10,1572 | —         | 08    |
| 09   | Luca Filippi       | CFH Racing                     | Dallara-Chevrolet | 1:10,3168 | —         | 1:10,1969 | —         | 09    |
| 10   | Stefano Coletti    | KV Racing Technology           | Dallara-Chevrolet | 1:10,3840 | —         | 1:10,3679 | —         | 10    |
| 11   | Jack Hawksworth    | A. J. Foyt Enterprises         | Dallara-Honda     | —         | 1:10,3971 | 1:10,4558 | —         | 11    |
| 12   | Josef Newgarden    | CFH Racing                     | Dallara-Chevrolet | —         | 1:10,4283 | 1:10,8321 | —         | 12    |
| 13   | James Hinchcliffe  | Schmidt Peterson Motorsports   | Dallara-Honda     | 1:10,6273 | —         | —         | —         | 13    |
| 14   | Charlie Kimball    | Chip Ganassi Racing Teams      | Dallara-Chevrolet | —         | 1:10,5031 | —         | —         | 14    |
| 15   | J. R. Hildebrand   | CFH Racing                     | Dallara-Chevrolet | 1:10,6380 | —         | —         | —         | 15    |
| 16   | Gabby Chaves       | BHA with Curb Agajanian        | Dallara-Honda     | —         | 1:10,5282 | —         | —         | 16    |
| 17   | Graham Rahal       | Rahal Letterman Lanigan Racing | Dallara-Honda     | 1:10,6480 | —         | —         | —         | 17    |
| 18   | Justin Wilson      | Andretti Autosport             | Dallara-Honda     | —         | 1:10,5776 | —         | —         | 18    |
| 19   | Ryan Hunter-Reay   | Andretti Autosport             | Dallara-Honda     | 1:10,8345 | —         | —         | —         | 19    |
| 20   | James Jakes        | Schmidt Peterson Motorsports   | Dallara-Honda     | —         | 1:10,6749 | —         | —         | 20    |
| 21   | Carlos Muñoz       | Andretti Autosport             | Dallara-Honda     | 1:10,8786 | —         | —         | —         | 21    |
| 22   | Takuma Satō        | A. J. Foyt Enterprises         | Dallara-Honda     | —         | 1:10,7391 | —         | —         | 22    |
| 23   | Carlos Huertas     | Dale Coyne Racing              | Dallara-Honda     | 1:12,5038 | —         | —         | —         | 23    |
| 24   | Marco Andretti     | Andretti Autosport             | Dallara-Honda     | —         | 1:11,1636 | —         | —         | 24    |
| 25   | Francesco Dracone  | Dale Coyne Racing              | Dallara-Honda     | —         | 1:12,5814 | —         | —         | 25    |

Quellen: 

### Rennen
| Pos. | Fahrer             | Team                           | Fahrzeug          | Runden | Zeit         | Start | Führungsrunden |
| ---- | ------------------ | ------------------------------ | ----------------- | ------ | ------------ | ----- | -------------- |
| 01   | Will Power         | Verizon Team Penske            | Dallara-Chevrolet | 82     | 1:42:42,0940 | 01    | 65             |
| 02   | Graham Rahal       | Rahal Letterman Lanigan Racing | Dallara-Honda     | 82     | + 1,5023     | 17    | 09             |
| 03   | Juan Pablo Montoya | Team Penske                    | Dallara-Chevrolet | 82     | + 7,1967     | 04    | 0              |
| 04   | Sébastien Bourdais | KVSH Racing                    | Dallara-Chevrolet | 82     | + 7,7336     | 07    | 0              |
| 05   | Charlie Kimball    | Chip Ganassi Racing Teams      | Dallara-Chevrolet | 82     | + 25,1179    | 14    | 01             |
| 06   | Hélio Castroneves  | Team Penske                    | Dallara-Chevrolet | 82     | + 31,7352    | 03    | 0              |
| 07   | Tony Kanaan        | Chip Ganassi Racing Teams      | Dallara-Chevrolet | 82     | + 32,3191    | 06    | 0              |
| 08   | Stefano Coletti    | KV Racing Technology           | Dallara-Chevrolet | 82     | + 35,3853    | 10    | 0              |
| 09   | Takuma Satō        | A. J. Foyt Enterprises         | Dallara-Honda     | 82     | + 40,8267    | 22    | 0              |
| 10   | Scott Dixon        | Chip Ganassi Racing Teams      | Dallara-Chevrolet | 82     | + 47,4715    | 02    | 01             |
| 11   | Ryan Hunter-Reay   | Andretti Autosport             | Dallara-Honda     | 82     | + 48,5410    | 19    | 0              |
| 12   | James Hinchcliffe  | Schmidt Peterson Motorsports   | Dallara-Honda     | 82     | + 49,5461    | 13    | 04             |
| 13   | Carlos Muñoz       | Andretti Autosport             | Dallara-Honda     | 82     | + 54,2372    | 21    | 0              |
| 14   | Luca Filippi       | CFH Racing                     | Dallara-Chevrolet | 82     | + 54,8713    | 09    | 0              |
| 15   | Gabby Chaves       | BHA with Curb Agajanian        | Dallara-Honda     | 82     | + 1:01,3092  | 16    | 0              |
| 16   | Marco Andretti     | Andretti Autosport             | Dallara-Honda     | 82     | + 1:07,2448  | 24    | 0              |
| 17   | Sebastián Saavedra | Chip Ganassi Racing Teams      | Dallara-Chevrolet | 82     | + 1:09,2079  | 08    | 0              |
| 18   | James Jakes        | Schmidt Peterson Motorsports   | Dallara-Honda     | 81     | + 1 Runde    | 20    | 02             |
| 19   | Carlos Huertas     | Dale Coyne Racing              | Dallara-Honda     | 81     | + 1 Runde    | 23    | 0              |
| 20   | Josef Newgarden    | CFH Racing                     | Dallara-Chevrolet | 81     | + 1 Runde    | 12    | 0              |
| 21   | J. R. Hildebrand   | CFH Racing                     | Dallara-Chevrolet | 81     | + 1 Runde    | 15    | 0              |
| 22   | Francesco Dracone  | Dale Coyne Racing              | Dallara-Honda     | 80     | + 2 Runden   | 25    | 0              |
| 23   | Jack Hawksworth    | A. J. Foyt Enterprises         | Dallara-Honda     | 69     | + 13 Runden  | 11    | 0              |
| 24   | Justin Wilson      | Andretti Autosport             | Dallara-Honda     | 68     | DNF          | 18    | 0              |
| 25   | Simon Pagenaud     | Team Penske                    | Dallara-Chevrolet | 57     | DNF          | 05    | 0              |

Quellen: 

#### Führungsabschnitte
| Abschnitt | Runden | Fahrer            |
| --------- | ------ | ----------------- |
| 01        | 1–21   | Will Power        |
| 02        | 22–23  | Graham Rahal      |
| 03        | 24–25  | James Jakes       |
| 04        | 26     | James Hinchcliffe |
| 05        | 27–39  | Will Power        |
| 06        | 40–43  | Graham Rahal      |
| 07        | 44     | Scott Dixon       |
| 08        | 45–47  | James Hinchcliffe |
| 09        | 48–58  | Will Power        |
| 10        | 59–61  | Graham Rahal      |
| 11        | 62     | Charlie Kimball   |
| 12        | 63–82  | Will Power        |

Quellen: 

#### Gelbphasen
| Nr. | Dauer | Runden | Grund für Gelbphase                                                                   |
| --- | ----- | ------ | ------------------------------------------------------------------------------------- |
| 1   | 1–2   | 2      | Kontakt: Scott Dixon (#9), Josef Newgarden (#21) und Jack Hawksworth (#41) in Kurve 1 |

Quellen: 

## Punktestände nach dem Rennen

### Fahrerwertung
Die Punktevergabe wird hier erläutert.
| Pos. | Fahrer             | Punkte |
| ---- | ------------------ | ------ |
| 01.  | Juan Pablo Montoya | 171    |
| 02.  | Will Power         | 166    |
| 03.  | Hélio Castroneves  | 158    |
| 04.  | Scott Dixon        | 144    |
| 05.  | Graham Rahal       | 144    |
| 06.  | Tony Kanaan        | 136    |
| 07.  | James Hinchcliffe  | 129    |
| 08.  | Josef Newgarden    | 129    |
| 09.  | Sébastien Bourdais | 123    |
| 10.  | Simon Pagenaud     | 101    |

| Pos. | Fahrer           | Punkte |
| ---- | ---------------- | ------ |
| 11.  | Carlos Muñoz     | 101    |
| 12.  | Ryan Hunter-Reay | 100    |
| 13.  | Marco Andretti   | 95     |
| 14.  | Charlie Kimball  | 89     |
| 15.  | Luca Filippi     | 85     |
| 16.  | James Jakes      | 75     |
| 17.  | Takuma Satō      | 72     |
| 18.  | Gabby Chaves     | 71     |
| 19.  | Stefano Coletti  | 65     |
| 20.  | Jack Hawksworth  | 64     |

| Pos. | Fahrer              | Punkte |
| ---- | ------------------- | ------ |
| 21.  | Simona de Silvestro | 44     |
| 22.  | Francesco Dracone   | 38     |
| 23.  | Sage Karam          | 35     |
| 24.  | Sebastián Saavedra  | 33     |
| 25.  | Carlos Huertas      | 31     |
| 26.  | Conor Daly          | 13     |
| 27.  | Rodolfo González    | 10     |
| 28.  | J. R. Hildebrand    | 9      |
| 29.  | Justin Wilson       | 6      |